# Lijst van voetbalinterlands Anguilla - Guadeloupe
Deze lijst van voetbalinterlands is een overzicht van alle officiële voetbalwedstrijden tussen de nationale teams van de Anguilla en Guadeloupe. De landen speelden tot op heden een keer tegen elkaar. Dat was een caribbean cup 1994 kwalificatie wedstrijd op 4 maart 1994 in Kingstown.

## Wedstrijden
| № | Plaats    | Datum        | Competitie                      | Wedstrijd             | Uitslag |
| - | --------- | ------------ | ------------------------------- | --------------------- | ------- |
| 1 | Kingstown | 4 maart 1994 | Caribbean Cup 1994 kwalificatie | Guadeloupe – Anguilla | 9 – 0   |

## Samenvatting
| Competitie                 | Totaal gespeeld | Winst Anguilla | Gelijk | Winst Guadeloupe | Doelsaldo Anguilla – Guadeloupe |
| -------------------------- | --------------- | -------------- | ------ | ---------------- | ------------------------------- |
| Caribbean Cup kwalificatie | 1               | 0              | 0      | 1                | 0 − 9                           |
| Totaal                     | 1               | 0              | 0      | 1                | 0 − 9                           |

AFA · Anguillaans vrouwenelftal
1991 - 1999 · 
2000 – 2009 · 
2010 – 2019 ·
2020 − 2029
Amerikaanse Maagdeneilanden ·
Antigua en Barbuda ·
Bahama's · 
Barbados · 
Belize ·
Britse Maagdeneilanden · 
Dominica · 
Dominicaanse Republiek · 
El Salvador · 
Grenada · 
Guatemala ·
Guyana · 
Kaaimaneilanden · 
Montserrat ·
Nicaragua ·
Panama ·
Puerto Rico · 
Saint Kitts en Nevis · 
Saint Lucia ·
Saint Vincent en de Grenadines ·
Suriname ·
Trinidad en Tobago ·
Turks- en Caicoseilanden
Ligue Guadeloupéenne
de Football
Amerikaanse Maagdeneilanden ·
Anguilla ·
Antigua en Barbuda ·
Barbados ·
Britse Maagdeneilanden ·
Canada ·
Costa Rica ·
Cuba ·
Curaçao ·
Dominica ·
Dominicaanse Republiek ·
Frans-Guyana ·
Grenada ·
Guyana ·
Haïti ·
Honduras ·
Jamaica ·
Kaaimaneilanden ·
Martinique ·
Mayotte ·
Mexico ·
Nicaragua ·
Nieuw-Caledonië ·
Panama ·
Paraguay ·
Puerto Rico ·
Réunion ·
Saint-Barthélemy ·
Saint Kitts en Nevis ·
Saint Lucia ·
Saint-Pierre en Miquelon ·
Saint Vincent en de Grenadines ·
Sint-Maarten ·
Suriname ·
Tahiti ·
Trinidad en Tobago ·
Verenigde Staten